# Mátyás Rákosi
Mátyás Rákosi (n. 14 martie 1892 ca Mátyás Rosenfeld, Ada, Imperiul Austro-Ungar, acum în Voivodina, Serbia – d. 5 februarie 1971, Gorki, URSS, acum Rusia) a fost un politician comunist ungar, de origine evreiască, conducător de facto al Ungariei în perioada 1945-1949 și oficial între 1949-1956, în calitate de secretar general al Partidului Comunist Ungar (Magyar Kommunista Párt-MKP) și apoi al continuării acestuia, Partidul Muncitorilor Ungari (Magyar Dolgozók Pártja-MDP).

## Primii ani
Rákosi s-a născut la Ada, în comitatul Bács-Bodrog, ca al patrulea fiu al unui băcan. În cursul Primului Război Mondial a servit în armata austro-ungară până când a fost capturat pe frontul de est, apoi s-a întors în Ungaria și, ca militant comunist, a făcut parte din guvernul lui Béla Kun. După căderea regimului lui Kun s-a refugiat în Uniunea Sovietică. Întors în Ungaria, în 1924, a fost arestat și închis până în 1940, când a fost expulzat în URSS, în schimbul steagurilor armatei revoluționare maghiare din 1849 capturate de către armata rusă după capitularea revoluționarilor la Șiria. În continuare a activat in cadrul Cominternului, reușind să nu fie secerat de represiunile staliniste a căror victimă a fost Kun. S-a întors în Ungaria cu Armata Roșie și după instalarea regimului comunist, a fost desemnat ca secretar general al partidului comunist.

## Lider al Ungariei
În 1948, comuniștii i-au forțat pe social-democrații maghiari să realizeze o fuziune a Partidului Social-Democrat (Szocialdemokrata Párt-SDP) cu partidul comunist. Un an mai târziu, în Ungaria au avut loc alegeri, iar pe liste au figurat doar candidații partidului comunist. Astfel, comunismul s-a instaurat în Ungaria.
Rákosi a guvernat ca un dictator stalinist, încurajând un cult al personalității sale și lichidându-și colegii din conducerea partidului, după modelul sovietic. S-a autocaracterizat ca fiind cel mai bun discipol maghiar al lui Stalin și elevul cel mai bun al lui Stalin.  A fost nevoit însă în unele domenii să adapteze politica regimului comunist la situația locală din Ungaria. 
În august 1952, a devenit prim-ministru, dar în 13 iunie 1953, după modelul conducerii sovietice de după decesul lui Stalin, a demisionat de la conducerea guvernului în favoarea lui Imre Nagy și a revenit la funcția de secretar general al partidului. În 1955 l-a înlăturat pe reformistul Imre Nagy, pe care l-a acuzat de deviații de dreapta. Ziarele maghiare s-au alăturat atacului lui Rákosi și l-au acuzat pe Nagy de situația economică precară a țării. La 18 aprilie, după votul Adunării Naționale (Nemzetgyűlés), Nagy a fost demis din funcția de prim-ministru. 

## Politica economică
Economia maghiară postbelică a avut de întâmpinat multe dificultăți. Cea mai mare dificultate a fost repararea distrugerilor de război (în special a podurilor, căilor ferate, materiilor prime, utilajelor etc.). Ungaria avea, de asemenea, de plătit reparații de război în valoare de 300 milioane dolari unor țări precum URSS, Cehoslovacia sau Iugoslavia și trebuia să suporte ocupația trupelor sovietice. În 1946, Banca Națională Ungară estima costurile reparațiilor de război cam între 19 și 22% din venitul național anual. Deși situația era una critică, iar Ungaria se confrunta cu cea mai mare rată a inflației din istoria lumii, guvernanții au reușit cu succes să pună în circulație noua monedă, punând astfel bazele planurilor partidului comunist și Partidului Social-Democrat. În timp ce producția bunurilor de larg consum era scăzută, producția industrială a depășit cu 40% în 1949 nivelul din 1938, iar până în 1953 a fost într-o continuă creștere. Totuși, primitivismul industriei ușoare duce la lipsuri (în special în mediul rural) și deci, la nemulțumiri. În plus, investițiile masive în sectorul militar după izbucnirea Războiului din Coreea reduc și mai mult capacitatea de a furniza bunuri de larg consum sau alimente. Deși regimul Rákosi s-a vrut unul stalinist, în vremea sa însă a fost tolerat un număr foarte limitat de mici afaceri particulare. 

## Politica religioasă
Rákosi a fost, la origini, adept al iudaismului, însă pe parcursul vieții sale și-a abandonat credința și a devenit ateu. Paralel cu represiunile sângeroase pe care le-a dirijat, a ținut seama de influența bisericilor catolică și reformată și a permis în continuare sărbătorirea Crăciunului și a Paștilor ca sărbători legale în Ungaria, spre deosebire de țările vecine de religie creștin-ortodoxă, în care aceste sărbători au putut fi suprimate de comuniști din calendarul oficial.

## Demisia
Mátyás Rákosi a demisionat din funcția de secretar general sub presiunea lui Nikita Hrușciov, în urma nemulțumirii populare și a evenimentelor din 1956. A fost înlăturat în iunie 1956, iar în locul lui a fost numit Ernő Gerő. Rákosi a plecat în exil în URSS în același an, motivând aceasta cu anunțul oficial că are nevoie de îngrijire medicală. Restul vieții și l-a petrecut în RSS Kirgiză, de unde provenea soția lui. Cu scurt timp înaintea morții lui, în 1970, a primit propunerea să se întoarcă în Ungaria în cazul în care promite că nu va mai fi implicat în nicio activitate politică, dar a refuzat.
A decedat în 1971, la Gorki.
După moartea sa, corpul neînsuflețit a fost adus înapoi în Ungaria, unde a fost înmormântat la cimitirul Farkasréti din Budapesta.